# Sedelnikowo
Das Dorf Sedelnikowo (russisch Седельниково) ist ein Dorf (selo) und Verwaltungszentrum des gleichnamigen Rajons (russisch Седельниковский) in der Oblast Omsk in Russland (Südwestsibirien). Es liegt am Ui, einem rechten Nebenfluss des Irtysch, und hat 5316 Einwohner (Stand 14. Oktober 2010).

## Geographie und Infrastruktur
Der Ort liegt sich etwa 250 Kilometer Luftlinie nordöstlich des Oblastverwaltungszentrums Omsk. Nächstgelegene Stadt ist Tara etwa 60 Kilometer westlich des Dorfes.
Straßenverbindung besteht nach Tara sowie in südwestlicher Richtung über Muromzewo nach Bolscheretschje. Tara und Bolscheretschje liegen an der Regionalstraße R392, die Omsk mit Tobolsk in der benachbarten Oblast Tjumen verbindet.

## Bevölkerungsentwicklung
| Jahr | Einwohner |
| ---- | --------- |
| 1939 | 1983      |
| 1959 | 3676      |
| 1970 | 3998      |
| 1979 | 4879      |
| 1989 | 5132      |
| 2002 | 5055      |
| 2010 | 5316      |

Anmerkung: Volkszählungsdaten